# H.261
H.261 ist ein im November 1988 von der ITU-T standardisiertes Verfahren und Datenformat zur Kompression beziehungsweise Dekompression von digitalen Videosignalen im Echtzeiteinsatz. Ziel war, über ISDN-Leitungen mit mehreren gebündelten B-Kanälen Videotelefonie oder Videokonferenz betreiben zu können. H.261 war der erste gebräuchliche digitale Video-Kodierungs-Standard. Er hat heute keine nennenswerte Verwendung mehr.

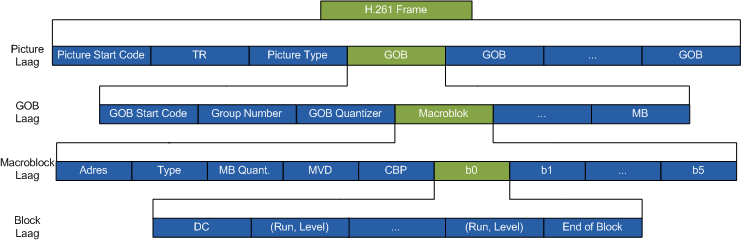
Datenformat eines Einzelbildes

## Merkmale
In H.261 wird eine maximale Verzögerungszeit für die Kompression und Dekompression von zusammen 150 ms festgelegt.
H.261 kann nur progressiv eingelesene Bilder verarbeiten. Die Bilder werden als Luminanz (Y) und zwei Chrominanzkomponenten (Cr und Cb) kodiert, wobei die Chrominanzmatrizen ein Viertel der Größe der Luminanzmatrix besitzen (Farbunterabtastung 4:2:0). Das Verfahren unterstützt dabei zwei Bildformate. Diese sind CIF- und QCIF-Video-Frames, die eine Luminanz-Auflösung von 352×288 beziehungsweise 176×144 haben. H.261 ist ebenfalls rückwärtskompatibel für Abbildungsgraphiken (Standbilder) mit einer Auflösung der Luminanz von 704×576.

## Historisches
Der Entwurf von H.261 war eine bahnbrechende Bemühung und alle folgenden internationalen Video-Kodierungs-Standards (MPEG-1, MPEG-2, H.262, H.263 und auch H.264) basieren auf diesem Entwurf. Zusätzlich sind die Methoden, die vom H.261-Produktentwicklungsausschuss (geleitet von Sakae Okubo) verwendet werden, um den Standard gemeinschaftlich zu entwickeln, der grundlegende funktionierende Prozess für Normungsarbeiten auf diesem Gebiet. Der H.261-Standard beschreibt die Kompression von Bildsequenzen für Videokonferenzen und Bildtelefonie und legt die Grundprinzipien der digitalen Bewegtbildübertragung und Datenkompression fest. Die Kompressionsraten liegen bei 100:1 bis 2.000:1. H.261 ist Teil von H.320. 

## Technik
Um Bilddaten auf die geringe Zielbandbreite zu reduzieren, wird als zentrales Element DPCM verwendet. H.261 arbeitet nach dem 4:2:0-YCbCr-Farbmodell mit Intra-Frames und Predicted-Frames. Es hat eine JPEG-ähnliche Intra-Kodierung mit blockweiser Diskreter Kosinustransformation (DCT) und Entropiekodierung quantisierter DCT-Koeffizienten nach Huffman sowie pixelgenau bewegungskompensierte zeitliche Vorhersage für das jeweils nachfolgende Bild (vorwärtsgerichtet). Gegen hochfrequente Bildstörungen kann ein Filter innerhalb der Codec-Schleife eingesetzt werden, dessen Effekte damit auch in der Vorhersage berücksichtigt werden (in-loop filtering). Eine häufige Verwendung dieses Standards fand im MBone statt, einem System zum Broadcasten von Videokonferenzen im Internet über einen Spannbaum von Kommunikationsleitungen an eine Menge von angemeldeten Benutzern.